# POU4F2
POU4F2 (англ. POU class 4 homeobox 2) – білок, який кодується однойменним геном, розташованим у людей на короткому плечі 4-ї хромосоми.  Довжина поліпептидного ланцюга білка становить 409 амінокислот, а молекулярна маса — 43 087.
| 10         |  | 20         |  | 30         |  | 40         |  | 50         |
| ---------- |  | ---------- |  | ---------- |  | ---------- |  | ---------- |
| MMMMSLNSKQ |  | AFSMPHGGSL |  | HVEPKYSALH |  | STSPGSSAPI |  | APSASSPSSS |
| SNAGGGGGGG |  | GGGGGGGGRS |  | SSSSSSGSSG |  | GGGSEAMRRA |  | CLPTPPSNIF |
| GGLDESLLAR |  | AEALAAVDIV |  | SQSKSHHHHP |  | PHHSPFKPDA |  | TYHTMNTIPC |
| TSAASSSSVP |  | ISHPSALAGT |  | HHHHHHHHHH |  | HHQPHQALEG |  | ELLEHLSPGL |
| ALGAMAGPDG |  | AVVSTPAHAP |  | HMATMNPMHQ |  | AALSMAHAHG |  | LPSHMGCMSD |
| VDADPRDLEA |  | FAERFKQRRI |  | KLGVTQADVG |  | SALANLKIPG |  | VGSLSQSTIC |
| RFESLTLSHN |  | NMIALKPILQ |  | AWLEEAEKSH |  | REKLTKPELF |  | NGAEKKRKRT |
| SIAAPEKRSL |  | EAYFAIQPRP |  | SSEKIAAIAE |  | KLDLKKNVVR |  | VWFCNQRQKQ |
| KRMKYSAGI  |  |            |  |            |  |            |  |            |

A: Аланін

C: Цистеїн

D: Аспарагінова кислота

E: Глутамінова кислота

F: Фенілаланін

G: Гліцин

H: Гістидин

I: Ізолейцин

K: Лізин

L: Лейцин

M: Метіонін

N: Аспарагін

P: Пролін

Q: Глутамін

R: Аргінін

S: Серин

T: Треонін

V: Валін

W: Триптофан

Кодований геном білок за функціями належить до репресорів, активаторів, білків розвитку. 
Задіяний у таких біологічних процесах як апоптоз, транскрипція, регуляція транскрипції, диференціація, поліморфізм, альтернативний сплайсинг. 
Білок має сайт для зв'язування з ДНК. 
Локалізований у клітинній мембрані, цитоплазмі, ядрі, мембрані.